# Barbula wallichii
Barbula wallichii là một loài rêu trong họ Pottiaceae. Loài này được (Mitt.) A. Jaeger mô tả khoa học đầu tiên năm 1873.